# Wild Honey
| 전문가 평가                   | 전문가 평가 |
| 평가 점수                     | 평가 점수   |
| 출처                          | 점수        |
| ----------------------------- | ----------- |
| AllMusic                      | [ 1 ]       |
| Blender                       | [ 2 ]       |
| Encyclopedia of Popular Music | [ 3 ]       |
| MusicHound Rock               | 4.5/5       |
| Pitchfork                     | 3.5/10      |
| The Rolling Stone Album Guide | [ 6 ]       |
| Sputnikmusic                  | 3.5/5       |
| The Village Voice             | A+          |

《Wild Honey》는 1967년 12월 18일, 캐피틀 레코드에서 발매된 미국의 록 밴드 비치 보이스의 열세 번째 스튜디오 음반이다. 이 그룹은 솔 음악으로의 첫 진출이었고 모타운과 스택스 레코드 (스티비 원더와 같은 아티스트)의 리듬 앤 블루스에 많은 영향을 받았다. 리드 싱글이자 오프닝 트랙인 〈Wild Honey〉는 짧은 차트 체류로 미미한 히트를 쳤다. 후속작 〈Darlin'〉은 11위에 올랐다. 음반 자체는 미국에서 24위, 영국에서는 7위에 올랐다.
이 음반의 세션은 실패한 라이브 음반인 《Lei'd in Hawaii》의 녹음과 그들의 이전 음반인 《Smiley Smile》의 발매 직후에 시작되었다. 《Smiley Smile》처럼 《Wild Honey》의 핵심 악기 콤비는 일렉트릭 오르간, 탁 피아노, 일렉트릭 베이스로 구성돼 있다. 비치 보이스는 그들이 "볼이 없는 합창단 소년"이라는 비판적인 주장에 부분적으로 반응하여, 자급자족적인 록 밴드로 재결집하도록 영감을 받았다. 그들은 또한 의도적으로 그 시대의 지배적인 록 트렌드(사이키델리아와 고급 녹음이나 주제적인 자만)로부터 거리를 두었다.
이 음반은 브라이언 윌슨 대신 "비치 보이스"를 프로듀서로 인정받은 두 번째 음반이었는데, 브라이언은 중단되었던 《Smile》 프로젝트의 어려운 세션에 이어 점차 밴드에서 탈퇴했다. 브라이언의 요청에 따라 동생 칼 윌슨은 후속 음반에서도 계속 이어지는 추세인 녹음 작업에 더 많은 기여를 하기 시작했다. 마이크 러브도 《The Beach Boys Today!》 (1965년) 이후 처음으로 브라이언의 주요 작곡 협연자로 돌아왔다.

## 배경
1967년 9월에 발매된 비치 보이스의 이전 음반 《Smiley Smile》은 지금까지 그들의 최악의 음반으로 미국 빌보드 200 차트에서 41위에 정점을 찍었다. 당시 저널리스트 진 스컬라티가 "캘리포니아 6중창단은 천재의 화신이자 전형적인 팝 음악의 요충지로 조롱받고 있다"고 썼듯이, 밴드를 진지한 록 그룹으로 삼을 것인가를 둘러싼 논쟁은 비평가와 팬들의 의견이 분분했다. 《Smiley Smile》이 대체하게 된 미완성 음반 《Smile》은 상당한 언론을 장악했고, 캐피틀 레코드는 여전히 음반을 내놓는 데 관심이 많았다. 1967년 7월, 캐피틀 레코드 주변에 《Smiley Smile》 후속 계획을 논의한 내부 메모가 원본 《Smile》의 10트랙 버전과 함께 돌았지만, 이것은 결코 결실을 맺지 못했다. 그 대신, 이 그룹은 《Lei'd in Hawaii》라는 스튜디오 실황 음반 녹음을 시도했다. 갈등이 일어나자, 그 생각은 새로운 스튜디오 음반에 찬성하는 쪽으로 철회되었다.

## 곡 목록
모든 곡들은 특별한 언급이 없는 한 브라이언 윌슨과 마이크 러브에 의해 작사/작곡하였다.
| #  | 제목                       | 작사·작곡                                               | 리드 보컬                  | 재생 시간 |
| -- | -------------------------- | ------------------------------------------------------- | -------------------------- | --------- |
| 1. | 〈Wild Honey〉             |                                                         | 칼 윌슨                    | 2:37      |
| 2. | 〈Aren't You Glad〉        |                                                         | 마이크 러브, 브라이언 윌슨 | 2:16      |
| 3. | 〈I Was Made to Love Her〉 | 헨리 코스비, 실비아 모이, 룰라 매 하드웨이, 스티비 원더 | C. 윌슨                    | 2:05      |
| 4. | 〈Country Air〉            |                                                         | 그룹                       | 2:20      |
| 5. | 〈A Thing or Two〉         |                                                         | 러브, C. 윌슨, B. 윌슨     | 2:40      |

| #  | 제목                              | 작사·작곡                             | 리드 보컬              | 재생 시간 |
| -- | --------------------------------- | ------------------------------------- | ---------------------- | --------- |
| 1. | 〈Darlin'〉                       |                                       | C. 윌슨                | 2:12      |
| 2. | 〈I'd Love Just Once to See You〉 |                                       | B. 윌슨                | 1:48      |
| 3. | 〈Here Comes the Night〉          |                                       | B. 윌슨                | 2:41      |
| 4. | 〈Let the Wind Blow〉             |                                       | 러브, B. 윌슨, C. 윌슨 | 2:19      |
| 5. | 〈How She Boogalooed It〉         | 러브, 브루스 존스턴, 앨 자딘, 칼 윌슨 | C. 윌슨                | 1:56      |
| 6. | 〈Mama Says〉                     |                                       | 그룹                   | 1:05      |